# Шкода рапид (1984)
Шкода рапид (чеш. Škoda Rapid) је аутомобил који је производила чехословачка фабрика аутомобила АЗНП. Производио се од 1984. до 1990. године.

## Историјат
Рапид се појавио 1984. године, након увођења побољшане верзије Шкоде 130. Директни је наследник Шкоде гарде. Рапид је купе верзија Шкоде 130 са двоје врата, који се производио у Квасини и Братислави. Интерна ознака за гарде и рапид је 743, а за моделе рапид 135/136 је ознака 747. Код свих верзија мотор је позади и погон им је на задњим точковима. Претходно је назив коришћен за модел из 1935. године, а поново је коришћен за модел из 2011. за индијско тржиште и модел из 2012. за међународно тржиште.

## Мотори
| Модел     | Тип мотора | Запремина   | Снага         | Мењачи             | Производња |
| --------- | ---------- | ----------- | ------------- | ------------------ | ---------- |
| Рапид     | 743        | 1174 cm³ I4 | 41 kW / 54 КС | 4-степени мануелни | 1984−1987  |
| 130 Рапид | 743        | 1289 cm³ I4 | 43 kW / 58 КС | 5-степени мануелни | 1984−1988  |
| 135 Рапид | 747        | 1289 cm³ I4 | 43 kW / 58 КС | 5-степени мануелни | 1987−1990  |
| 136 Рапид | 747        | 1289 cm³ I4 | 46 kW / 62 КС | 5-степени мануелни | 1987−1990  |